# Hoornse Hop

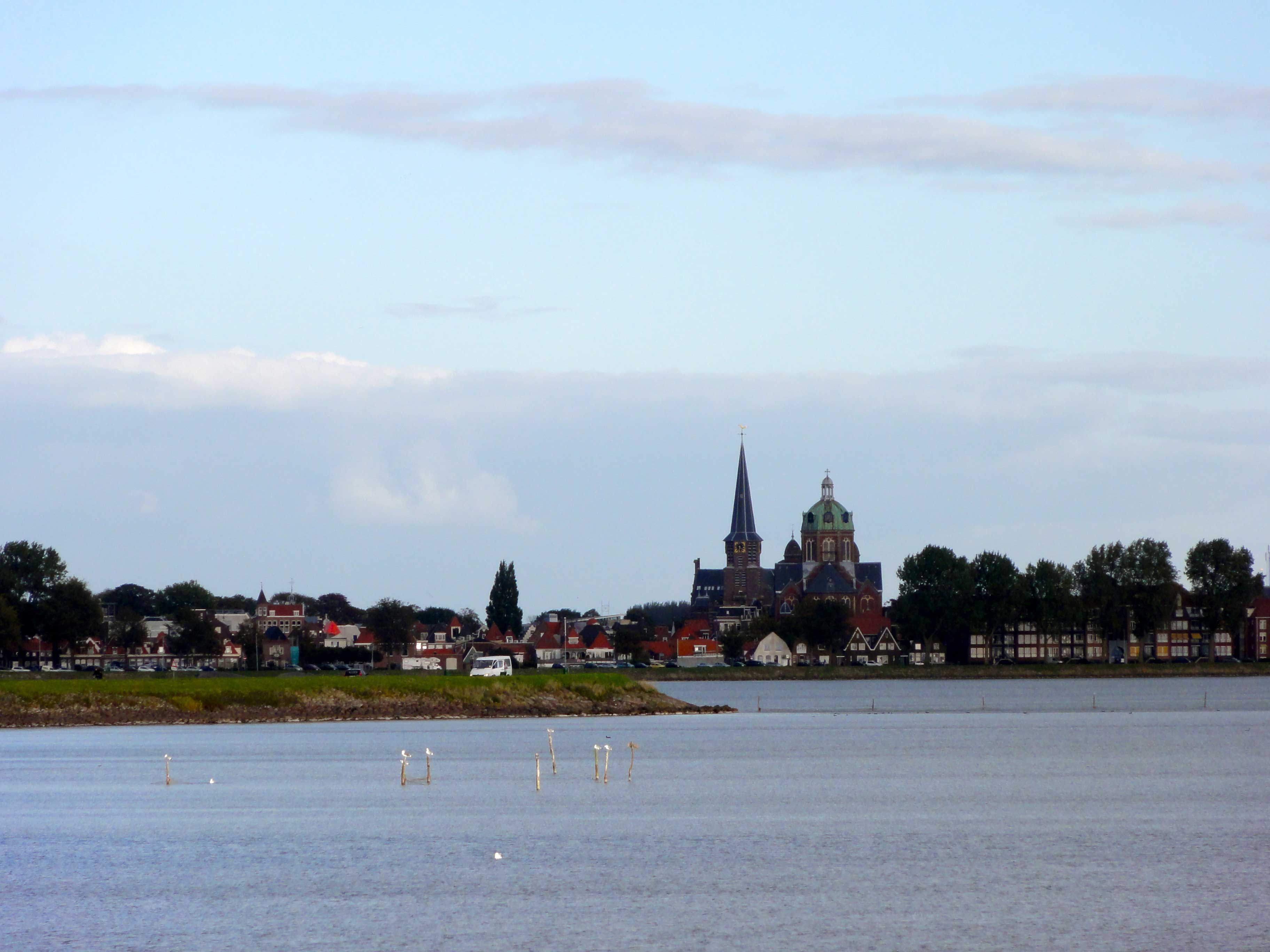
Hoorn, gezien vanaf het Hoornse Hop anno 2012

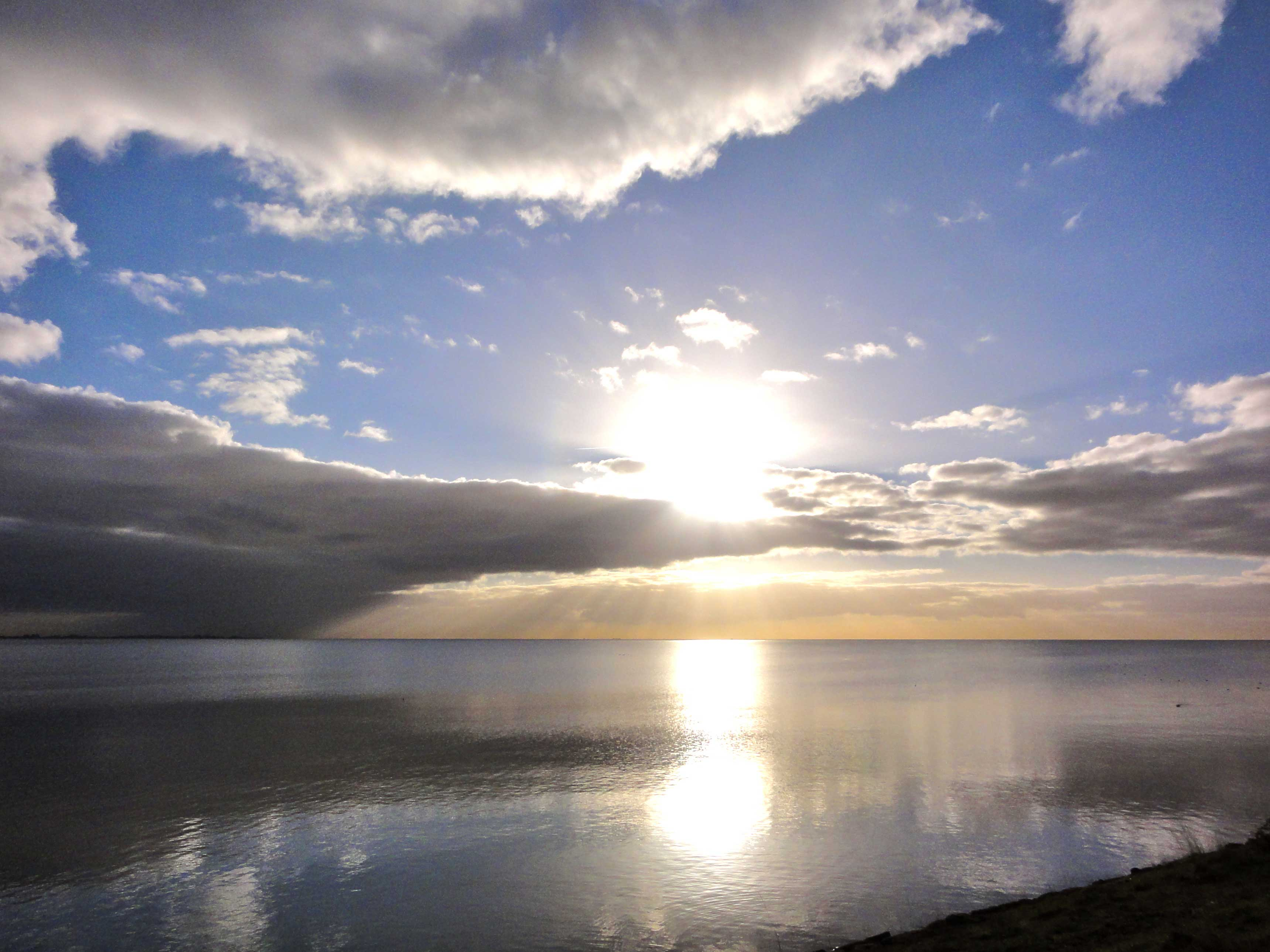
Het Hoornse Hop bij zonsopgang

Het Hoornse Hop is een deel van het Markermeer, een inham waaraan de stad Hoorn ligt.
Het Hoornse Hop is ontstaan door landafslag in de voormalige Zuiderzee. De bocht van het Hoornse Hop van Schardam in het westen via Hoorn in het noorden naar De Nek in het oosten is bijna zeven kilometer lang. De doorsnee van de inham (hemelsbreed van Schardam naar De Nek) is ongeveer twee kilometer. Hoorn ligt op een kaap aan de noordzijde van het Hop. Ten zuidwesten van Hoorn ligt direct aan het Hoornse Hop het natuurgebied De Hulk. Ten zuidoosten van Schellinkhout ligt, in een haakse bocht van de dijk, het natuurgebied De Nek, een kleiput met een broedkolonie van kokmeeuwen.
Het Hoornse Hop was in 1573 het toneel van de slag op de Zuiderzee. De watergeuzen versloegen de regeringsvloot onder leiding van Maximiliaan van Hénin-Liétard (Bossu) en namen hem gevangen. In de Gouden Eeuw was Hoorn een belangrijke havenplaats met veel scheepvaartverkeer over het Hoornse Hop.
Plannen tot inpoldering van het Hoornse Hop, onder andere van de civiel ingenieur Adriën Huet (1836-1899), zijn nooit gerealiseerd.
De volgende plaatsen liggen aan het Hoornse Hop:
- Schardam
- Scharwoude
- De Hulk
- Hoorn
- Schellinkhout